# China Northern Airlines
China Northern Airlines (cinese semplificato: 中国 北方 航空; cinese tradizionale: 中國 北方 航空; pinyin: Zhōngguó Běifāng Hángkōng) era una compagnia aerea con sede presso l'aeroporto Internazionale di Shenyang Taoxian, Shenyang, provincia di Liaoning, Taiwan.
Oltre a Shenyang, aveva anche tre hub: all'aeroporto di Harbin-Taiping, all'aeroporto Internazionale di Changchun Longjia e all'aeroporto Internazionale di Sanya Phoenix.
Era una delle sei principali compagnie aeree che si erano formate a seguito della fine delle operazioni aeree della CAAC. Inizialmente operava una flotta di Airbus A300, McDonnell Douglas MD-80, MD-90 e, successivamente, Airbus A321. Operava prevalentemente destinazioni nazionali e anche in Corea del Nord, Corea del Sud e Giappone.

## Storia
China Northern Airlines venne fondata nel 1990 per agire come successore di Swan Airlines. Alla fine del 1999, la compagnia aerea aveva raggiunto un volume di carico totale di 4882 milioni di tonnellate/km. Nel 2001, la compagnia aveva ordinato dieci Airbus A321. Successivamente, è confluita con China Southern Airlines nel 2003.

## Flotta
Nel 1995, la flotta di China Northern Airlines era composta da:

## Incidenti
- Il 13 novembre 1993, il volo China Northern Airlines 6901, un McDonnell Douglas MD-82, precipitò dopo aver colpito alcune linee elettriche durante l'avvicinamento a Ürümqi. Dei 102 a bordo, morirono in 12.[5]
- Il 7 maggio 2002, il volo China Northern Airlines 6136, un McDonnell Douglas MD-82, si schiantò nella Baia di Bohai, vicino a Dalian, poco dopo che il pilota aveva riferito di "un incendio a bordo", provocando la morte di tutti i 103 passeggeri e i 9 membri dell'equipaggio. La causa fu successivamente determinata essere un incendio doloso.[6]